# Útok na Týros
Útok na Súr nebo útok na Týros byla noční operace izraelské speciální jednotky Šajetet 13. Odehrála se 5. srpna 2006 v jiholibanonském městě Týros během Druhé libanonské války. Cílem operace byla jednotka libanonského hnutí Hizballáh zodpovědná za raketový útok na izraelské město Chadera. Súr a jeho okolí byly hlavní základnou Hizballáhu pro raketové útoky na velké vzdálenosti.
Podle libanonských zdrojů vysadily izraelské vojáky vrtulníky na dvou různých místech v pomerančovém háji severně od města kolem jedné hodiny ráno. Vojáci překonali plot a spustili palbu na patrovou obytnou budovu. Podle očitých svědků bylo v důsledku palby několik lidí zraněno.
Zakrátko se spustila přestřelka mezi izraelskými vojáky a příslušníky Hizballáhu. Izraelské komando mělo k dispozici bojový vrtulník AH-64 Apache který jim poskytoval palebnou podporu. Kolem čtvrté hodiny ráno, tři hodiny po vysazení, se jednotka stáhla. Podle dostupných informací byli dva izraelští vojáci těžce zranění (podle nepotvrzených informací jeden voják zemřel).